# Седжон (ван Чосону)
Седжон (кор. 세종, 世宗, Sejong, Sejong); ім'я при народженні Лі То (кор. 이도, 李祹, Yi Do, Yi To; 15 травня 1397 — 30 березня 1450) — корейський правитель, четвертий володар держави Чосон, національний герой Кореї. Його часто іменують Седжоном Великим, ім'я передає шану його досягненням.

## Загальна інформація
Був сином короля Тхеджона та королеви Вонгьон. Після того, як спадковий принц Янньон відмовився від своїх обов'язків, корону отримав Седжон.
Седжон зробив значний внесок у такі галузі як наука, техніка, мистецтво, культура та військова справа. Він опублікував книгу про землеробство для народу, але зрозумів, що прості люди не здатні її прочитати. Це підштовхнуло його до створення «Хунмін Чоніму», ефективної та наукової системи письма, яку кожен може легко засвоїти. У 1912 році, корейським вченим Чу Сігьоном була запроваджена сучасна назва алфавіту — «Хангиль», який і на сьогодні використовується на офіційному рівні в Республіці Корея.
З великим інтересом до науки й техніки, Седжон повністю підтримував такі винаходи, як армілярна сфера, сонячний годинник, водяний годинник і манометр, а також активно заохочував таких учених, як Чан Йонсіль, Чхве Хесан та ін., незалежно від їх соціального положення.
За правління Седжона було розширено кордони до берегів річок Ялуцзян і Туманган, підкорено японських піратів і завойовано острів Цусіму, а також витіснено з півночі країни племена чжурчжені, які регулярно робили набіги на провінції Пхьонан і Хамгьон. Крім того, Седжон започаткував цивільну політику для покращення життя народу та прагнув до збалансованого розвитку держави.
Він реорганізував уряд, що стало своєрідним початком парламентаризму. У системі правосуддя були прийняті публічні закони для полегшення життя народу, такі як 6-й Закон Чонбун (про розмір податків в залежності від родючості землі), 9-й Закон Йонбун (про розмір податків в залежності від врожайності) тощо, що сприяло успішному становленню податкової системи.

## Життєпис

### До коронації

#### Народження і дитячі роки
7 травня 1397 року (6-й рік правління короля Теджо), в районі Хансон (сучасна територія Сеулу) народився третій син і шоста дитина в родині короля Тхеджона та королеви Вонгьон.
На момент його народження в сім'ї було два принци — Янньон і Хьорьон, та три принцеси — Чонсун, Кьончжон та Кьонгань. Ім'я, дане хлопчику при народженні, було Лі То.
У 1408 році (8-й рік правління короля Тхеджона) Лі То отримав ім'я Чунньон-Гун (принц Чунньон), і в цьому ж році одружився з Шим (надалі королева Сохьон), дочкою головного державного радника Чосону Шим-она. З юних років принц Чунньон захоплювався читанням та навчанням. З дитинства, не випускаючи книг із рук, юний Седжон мав проблеми з зором і потерпав через трудоголізм, тому батько ховав від нього книги. Але королевич їх знаходив і однаково продовжував читати.
У 1412 році (12-й рік правління короля Тхеджона) він отримав титул Великого принца (Тегун) і став називатися Чунньон-Тегуном.
Його пов'язували глибокі дружні стосунки зі своїми братами, також він вирізнявся надзвичайною синівською шанобливістю до своїх батьків. Так, Чунньон особисто доглядав хворого молодшого брата, але Сонньон, який хворів на кір, й помер, так і не зумівши подолати хворобу.

#### Суперечки зі спадковим принцом Янньоном
В «Анналах династії Чосон» (щорічних історичних звітах, що складалися в Кореї під час правління династії Чосон) також є зафіксований факт, який натякає на суперечки між Чунньоном і Янньоном.
Коли наслідний принц Янньон охайно вбрався, одягнув прикраси й запитав підлеглого про його зовнішній вигляд, Чунньон сказав: «Будь ласка, спочатку наведіть лад у своїй голові, а потім переймайтеся своєю зовнішністю».
Після бенкету, проведеного дідусем Чонджоном, принц захотів забрати собі наложницю його швагра, однак Чунньон висміяв його дії, і Янньон не зміг здійснити задуманого. До того ж на річницю смерті бабусі — королеви Шіне, після обряду спалення, спадковий принц грав у шахи з прислугами. Чунньон знову висміяв його дії, і принц образився.

#### Проголошення Чунньона спадковим принцом і коронація
У червні 1418 році (18-й рік правління короля Тхеджона), король Тхеджон більше не потурав різним витівкам Янньона. Наслідний принц не мав бажання виконувати свої обов'язки. Коли дії Янньона стали вкрай необдуманими, а скарги з'являлися одна за одною, король Тхеджон вирішив позбавити його влади й нарік Чунньона новим спадковим принцом.
Того ж року, 10 серпня, король Тхеджон зрікся трону на користь свого сина. Принц відмовився приймати владу, але після наполягань батька, все-таки дав згоду і був коронований у палаці Кьонбокгун.
Після зречення, колишній король зберігав військову владу аж до своєї смерті у 1422. Передаючи трон, король Тхеджон дав настанову синові принести мир і спокій у життя свого народу, оскільки йому самому свого часу довелося бути безжальним, щоб затвердити королівську владу і закласти основи династії Чосону. Седжон користувався величезною любов'ю простого народу.
Він реорганізував корейський уряд, призначивши на державні посади службовців із різних соціальних верств. Крім того, проводивши національні заходи в конфуціанському стилі, згідно з Орє (збірка національних ритуалів, записаних у «Анналах короля Седжона»), він затвердив конфуціанство на соціальному рівні. Також сприяв конфуціанству, видаючи книги, зокрема «Самган Хенсільдо», «Хьохенрок» тощо.

## Царювання

### Зовнішня політика
У дипломатичних відносинах із династією Мін, Седжон уклав успішну угоду про реформу податкової системи. З метою приєднання чжурчженських земель до території Чосону, направив війська до берегів річок Ялуцзян і Туманган. На початку дипломатичних відносин із Японією було підписано договір про відкриття трьох торгових портів «Сампхо», а також, під командуванням короля Тхеджона, завойовано острів Цусіму. Хоч це не було воєнною перемогою, оскільки династії Чосон було завдано серйозної шкоди з вини полководця Лі Чон Му, але поразкою теж назвати не можна, адже острів Цусіма здався династії Чосон і погодився сплачувати їй данину.

#### Скасування сплати данини золотом та конньо
Династія Чосон проводила двосторонню політику щодо династії Мін, щороку сплачувала їй данину й у відповідь отримувала щедрі дари. Але все ж сплата данини людськими й мінеральними ресурсами була великим тягарем для державної економіки.
За часів короля Тхеджона та Седжона Великого, династія Чосон сплачувала данину династії Мін молодими дівчатами (конньо) та золотом.  Королем Тхеджоном була заснована спеціальна установа для піднесення конньо китайському імператорові. Кількість таких підношень за правління Седжона Великого збільшилась майже вдвічі. За короля Тхеджона уже були спроби зупинити такий спосіб сплати данини, але марно. Дівчата, відібрані для династії Мін, перед тим, як стати придворними дамами, отримували схвалення з боку королеви, а їхні родини були щедро нагороджені. Деякі з чосонських конньо ставали наложницями китайського імператора, після смерті якого були заживо похоронені в одній могилі разом з правителем.
Седжон Великий звернувся до китайського імператора з проханням звільнити від «золотих податків» його країну, оскільки усі запаси золота та срібла вже вичерпалися на такій невеликій, безплідній землі. У 1430 році (12 рік правління короля Седжона) династія Чосон була звільнена від сплати данини золотом та конньо, за умови посилати в Китай більше коней, шовку та женьшеню.

#### Завоювання Цусіми
Проблему постійних вторгнень японських піратів спочатку намагалися вирішити мирним шляхом, але японський уряд (Сьоґуна́т Мурома́ті) не брав цього до уваги, і набіги японських піратів у Південному морі не припинялися.
Найбільш спустошливим був набіг 1419 року (1-й рік правління короля Седжона). Того ж року, флот, у складі 227 кораблів і 17 тисяч солдатів під командуванням Лі Чон Му, підійшов до берегів Цусіми й захопив острів, що був осередком японських піратів. Чосонські солдати обнишпорили кожен куточок острова, винищуючи всіх японців і спалюючи їхні домівки. Через 15 днів облоги — Цусіма здалась. Лі Чон Му також врятував людей династії Мін, які були взяті в полон піратами. Династія Чосон прийняла капітуляцію Цусіми, вивела свої війська з острова і повідомила, що острів буде включений до складу провінції Кьонсан у 1420 році.
Пізніше, на прохання цусимского правителя був укладений договір «Кехе» 1443 року (25-й рік правління короля Седжона), згідно з яким, японці отримали дозвіл вести торгівлю в трьох корейських портах —  Пусанпхо, Неіпхо і Йомпхо, відомих як «Три порти» ( Сампхо), куди в рік могло прибувати 50 кораблів, і тимчасово селитися в цих містах. Дотримуючись такої політики умиротворення, чосонці запобігали неочікуваним нападам з боку японців. Затишшя тривало близько 100 років, після чого, у 1510 році японські поселенці «Трьох портів» підняли заколот, і торгівлю в портах було зупинено.

#### «4 адміністративні одиниці» та «6 фортець»
«Не можна відмовитися від землі, про яку дбали твої предки, навіть якщо це невеличке рисове поле. 祖宗所守, 雖尺地寸土, 不可棄也»

кор. 조종(祖宗)께서 지키시던 땅은 비록 척지 촌토(尺地寸土)라도 버릴 수 없다.
-— «Аннали короля Седжона», 78 том, 19 рік правління короля Седжона (1437 рік), 6 серпня
Відносини між чосонцями і племенами чжурчжені складалися під впливом двох обставин: чжурчженці нападали на землі Чосону, а чосонці, дотримуючись конфуціанської етики, вважали чжурчженців «варварами» і вимагали, щоб ті визнали підданство Чосону і сплачували країні щорічну данину.
Ще з часів Тхеджона намагалися підкорити племена чжурчжені, що не давали спокою районам річок Ялуцзян і Туманган протягом століть. Після довгих війн, Седжон Великий врешті обрав іншу стратегію, спрямовану на витіснення чжурчженського народу з північного сходу країни. У 1432 році (14-й рік правління короля Седжона), на південному березі річки Туманган була збудована фортеця Йонбук. У 1433 році (15-й рік правління короля Седжона), генерал Чхве Юн Док віддав наказ витіснити народ чжурчжені з долини річки Ялуцзян та нагір'я Кема. На річці Пхаджо відбулася битва, в результаті якої племена були переможені. Седжон поділив звільнений регіон на «4 адміністративні одиниці» — Йойон, Часон, Мучан та Уйє.
Війська під проводом Кім Чон Со атакували чжурчженців, що вторглися в провінцію Хамгьон, і витіснили їх на північ від річки Туманган. У 1437 році, (19-й рік правління короля Седжона), там було закладено «6 фортець» — Онсон, Кьонвон, Кьонхин, Пурьон, Хверьон та Чонсон.
Пізніше, щоб посилити управління і контроль над територією, на північно-східні землі було переселено жителів регіону Самнам (територія сучасного Ульсану) та впроваджено систему земляних робіт.

#### Створення «Хунмін Чоніму»
У 1443 році (двадцять п’ятий рік правління короля Седжона) Седжон, розуміючи, що прості люди не можуть засвоїти систему ієрогліфів, які до того ж невдало поєднувалися з корейською мовою і не могли передати точного її змісту, самостійно створив власних 28 літер. Голосні букви складалися за принципом інь і янь, а приголосні - за принципом п'яти елементів.
 «Наша мова відрізняється від китайської. Прості люди не можуть ієрогліфами передати те, що вони хочуть сказати. Мені прикро щодо цього, тому я створив нових 28 літер, які кожен зможе легко запам’ятати і використовувати щодня.»
— Седжон Великий, «Хунмін Чонім»

У 1446 р. (28-й рік правління короля Седжона) «Хунмін Чонім» був оприлюднений, а один із вчених написав передмову:
«Взимку 1443 року наш король створив 28 літер і описав їх використання в документі, який назвав «Хунмін Чонім». Літери, імітуючи форму предмета, наслідують класику і поєднуються з нотами семи музичних творів. Немає жодної літери, яка б не символізувала двох протилежних сил «інь і янь» і не мала тристороннього значення. Крім того, що вони легкі для засвоєння, ці 28 літер майстерно досконалі і прості водночас. 
Ось чому розумний може запам’ятати їх за одну ніч, а найдурнішому вистачить десяти днів. Таким чином, прочитавши будь-яке оголошення, можна зрозуміти його зміст, тим самим усуваючи необхідність в його тлумаченні. 

Цими літерами можна записати пісню, або мелодію, користуватися ними навіть не маючи досвіду і легко висловлювати свої думки. Ними можна виразити і записати будь-що, чи то звук вітру, крик журавля, або собачий гавкіт.»
— «Аннали короля Седжона», 113 том, 28 рік правління короля Седжона (1446 рік), 29 вересня